# Boston (Indiana)
Boston – miasto w Stanach Zjednoczonych, w stanie Indiana, w hrabstwie Wayne.